# Подбереж'є
Подбереж'є (рос. Подбережье) — містечко Бокситогорського району Ленінградської області Росії. Входить до складу Єфімовського міського поселення.
Населення — 0 осіб (2003 рік). 